# One North Wacker
Le One North Wacker, anciennement UBS tower est un gratte-ciel situé sur One North Wacker Drive à  Chicago (Illinois, États-Unis).
Composé de 50 étages, la construction de l'immeuble a débuté en 1999 et s'est terminée au printemps de 2002. Le One North Wacker a été conçu par Associates Lohan (maintenant Partenaires Goettsch) avec le promoteur de la Société John Buck pour répondre aux besoins des groupes tels qu'UBS Warburg, UBS PaineWebber, UBS Global Asset Management et UBS O'Connor dans un seul bâtiment.